# Стрільба з лука на літніх Олімпійських іграх 2024 — кваліфікація
У змаганнях зі стрільби з лука на літніх Олімпійських іграх 2024 року зможуть взяти участь 128 спортсменів (64 чоловіки та 64 жінки), які розіграють 5 комплектів нагород. Кожен НОК можуть представляти не більш як шість спортсменів (по 3 стрільці та стрільчині). НОК, які кваліфікувалися у командні змагання, можуть обрати трьох учасників для формування команди, і всі вони автоматично стають учасниками індивідуальних змагань.

## Правила кваліфікації
- У командних змаганнях серед чоловіків та жінок візьмуть участь дванадцять команд. Збірні, які вибороли медалі (золоту, срібну та бронзову) у командному заліку на Чемпіонаті світу 2023 року, здобудуть квотні місця для свого НОК. Якщо країна-господарка Франція отримає командне місце на чемпіонаті світу, то вакантне місце буде перерозподілено команді, яка посяде четверте місце на Фінальному олімпійському кваліфікаційному турнірі. Ще по три місця дістануться переможцям чемпіонату Азії 2023 року, Європейського та Панамериканського кваліфікаційного турніру 2024 року у складі чоловічої та жіночої команд відповідно. Три або чотири найкращі національні команди кожної статі (залежно від того, чи Франція скористається правом країни-господарки чи пройде кваліфікацію на Ігри в рамках регулярних змагань) здобудуть квотні місця на Фінальному олімпійському кваліфікаційному турнірі (FOQT), запланованому на середину 2024 року, а два місця, що залишилися, дістануться НОК, що ще не кваліфікувалися, з найвищим світовим рейтингом після завершення FOQT[2].

- Двадцять вісім квот на участь в індивідуальних чоловічих та жіночих змаганнях буде розподілено за результатами серії турнірів. Три лучники та лучниці, які посіли найвищі місця на чемпіонаті світу 2023 року у чоловічому та жіночому особистому заліку без урахування тих, що кваліфікувалися в командні змагання, здобудуть по одній квоті своєму НОК. Ще шість місць отримають по два найкращі лучники та лучниці з Європи, Азії та Америки на континентальних іграх 2023 року. На всіх п'яти континентах протягом усього відбіркового періоду відбудуться окремі континентальні турніри з певною кількістю доступних квот: Європа (3), Азія, Африка та Північна та Південна Америка (по 2), Океанія (1). На фінальному олімпійському кваліфікаційному турнірі, який відбудеться наприкінці відбіркового періоду, буде розподілено ще два місця. Два місця в кожному індивідуальному змаганні розподілить Тристороння комісія серед тих, що відповідають вимогам НОК, з метою дотримання принципу універсальности.

- Крім того, квоти на участь в індивідуальних змаганнях здобудуть своїм НОК чемпіони континентальних ігор з Європи, Азії, Африки, Північної та Південної Америки та Океанії у міксті.

- Франція, як країна-господарка, гарантовано отримує по три квотні місця в чоловічих і жіночих змаганнях, а також у міксті.

- Щоб мати право на участь у Іграх після здобуття квоти для НОК, усі лучники повинні відповідати таким мінімальним кваліфікаційним стандартам (MQS) у стрільбі з лука на 72 стріли на дистанції 70 метрів у період між першим днем чемпіонату світу 2023 року та фінальним кваліфікаційним турніром:

| Дистанція | Чоловіки | Жінки |
| --------- | -------- | ----- |
| 70 метрів | 640      | 610   |

## Кваліфікаційні змагання
| Дисципліна                                                   | Дата                     | Місце                  |
| ------------------------------------------------------------ | ------------------------ | ---------------------- |
| Європейські ігри 2023                                        | 23–29 червня 2023        | Краків                 |
| Чемпіонат світу зі стрільби з лука 2023                      | 28 липня – 6 серпня 2023 | Берлін                 |
| Азійські ігри 2022                                           | 2–8 жовтня 2023          | Ханчжоу                |
| Панамериканські ігри 2023                                    | 1–5 листопада 2023       | Сантьяго               |
| Чемпіонат Азії зі стрільби з лука 2023                       | 3–10 листопада 2023      | Бангкок                |
| Азійський континентальний кваліфікаціний турнір 2023         | 9–12 листопада 2023      | Бангкок                |
| Африканський континентальний кваліфікаційний турнір 2023     | 6–12 листопада 2023      | Набуль                 |
| Тихоокеанські ігри 2023                                      | 21–24 листопада 2023     | Хоніара                |
| Океанійський континентальний кваліфікаційний турнір 2024     | 16–17 березня 2024       | Окленд (Нова Зеландія) |
| Панамериканський континентальний кваліфікаційний турнір 2024 | 8–9 квітня 2024          | Медельїн               |
| Панамериканський чемпіонат зі стрільби з лука 2024           | 10–14 квітня 2024        | Медельїн               |
| Європейський континентальний кваліфікаційний турнір 2024     | 5–6 травня 2024          | Ессен                  |
| Чемпіонат Європи зі стрільби з лука 2024                     | 7–12 травня 2024         | Ессен                  |
| Фінальний командний кваліфікаційний турнір                   | 14–17 червня 2024        | Анталія                |
| Фінальний індивідуальний кваліфікаційний турнір              | 14–17 червня 2024        | Анталія                |

## Країни, що кваліфікувалися
| Країна                                | Чоловіки      | Чоловіки | Жінки         | Жінки    | Мікст    | Загалом   | Загалом     |
| Країна                                | Індивідуальні | Командні | Індивідуальні | Командні | Командні | К-ть квот | Спортсменів |
| ------------------------------------- | ------------- | -------- | ------------- | -------- | -------- | --------- | ----------- |
| Аргентина (ARG)                       | 1             |          |               |          |          | 1         | 1           |
| Австралія (AUS)                       | 1             |          | 1             |          | Так      | 3         | 2           |
| Австрія (AUT)                         |               |          | 1             |          |          | 1         | 1           |
| Азербайджан (AZE)                     |               |          | 1             |          |          | 1         | 1           |
| Бангладеш (BAN)                       | 1             |          |               |          |          | 1         | 1           |
| Бутан (BHU)                           | 1             |          |               |          |          | 1         | 1           |
| Бразилія (BRA)                        | 1             |          | 1             |          | Так      | 3         | 2           |
| Канада (CAN)                          | 1             |          | 1             |          | Так      | 3         | 2           |
| Чад (CHA)                             | 1             |          |               |          |          | 1         | 1           |
| Чилі (CHI)                            | 1             |          |               |          |          | 1         | 1           |
| Китай (CHN)                           | 3             | Так      | 3             | Так      | Так      | 9         | 6           |
| Китайський Тайбей (TPE)               | 3             | Так      | 3             | Так      | Так      | 9         | 6           |
| Колумбія (COL)                        | 3             | Так      | 1             |          | Так      | 6         | 4           |
| Куба (CUB)                            | 1             |          |               |          |          | 1         | 1           |
| Чехія (CZE)                           | 1             |          | 1             |          | Так      | 3         | 2           |
| Данія (DEN)                           |               |          | 1             |          |          | 1         | 1           |
| Єгипет (EGY)                          | 1             |          | 1             |          | Так      | 3         | 2           |
| Сальвадор (ESA)                       | 1             |          |               |          |          | 1         | 1           |
| Естонія (EST)                         |               |          | 1             |          |          | 1         | 1           |
| Фінляндія (FIN)                       | 1             |          |               |          |          | 1         | 1           |
| Франція (FRA)                         | 3             | Так      | 3             | Так      | Так      | 9         | 6           |
| Німеччина (GER)                       | 1             |          | 3             | Так      | Так      | 6         | 4           |
| Велика Британія (GBR)                 | 3             | Так      | 3             | Так      | Так      | 9         | 6           |
| Гвінея (GUI)                          |               |          | 1             |          |          | 1         | 1           |
| Індія (IND)                           | 3             | Так      | 3             | Так      | Так      | 9         | 6           |
| Індонезія (INA)                       | 1             |          | 3             | Так      | Так      | 6         | 4           |
| Іран (IRI)                            |               |          | 1             |          |          | 1         | 1           |
| Ізраїль (ISR)                         | 1             |          | 1             |          | Так      | 3         | 2           |
| Італія (ITA)                          | 3             | Так      | 1             |          | Так      | 6         | 4           |
| Японія (JPN)                          | 3             | Так      | 1             |          | Так      | 6         | 4           |
| Казахстан (KAZ)                       | 3             | Так      |               |          |          | 4         | 3           |
| Люксембург (LUX)                      | 1             |          |               |          |          | 1         | 1           |
| Малайзія (MAS)                        |               |          | 3             | Так      |          | 4         | 3           |
| Мексика (MEX)                         | 3             | Так      | 3             | Так      | Так      | 9         | 6           |
| Молдова (MDA)                         | 1             |          | 1             |          | Так      | 3         | 2           |
| Монголія (MGL)                        | 1             |          |               |          |          | 1         | 1           |
| Нідерланди (NED)                      | 1             |          | 3             | Так      | Так      | 6         | 4           |
| Польща (POL)                          |               |          | 1             |          |          | 1         | 1           |
| Пуерто-Рико (PUR)                     |               |          | 1             |          |          | 1         | 1           |
| Румунія (ROU)                         |               |          | 1             |          |          | 1         | 1           |
| Сан-Марино (SMR)                      |               |          | 1             |          |          | 1         | 1           |
| Словаччина (SVK)                      |               |          | 1             |          |          | 1         | 1           |
| Словенія (SLO)                        | 1             |          | 1             |          | Так      | 3         | 2           |
| ПАР (RSA)                             | 1             |          |               |          |          | 1         | 1           |
| Південна Корея (KOR)                  | 3             | Так      | 3             | Так      | Так      | 9         | 6           |
| Іспанія (ESP)                         | 1             |          | 1             |          | Так      | 3         | 2           |
| Туніс (TUN)                           |               |          | 1             |          |          | 1         | 1           |
| Туреччина (TUR)                       | 3             | Так      | 1             |          | Так      | 6         | 4           |
| Україна (UKR)                         | 1             |          | 1             |          | Так      | 3         | 2           |
| США (USA)                             | 1             |          | 3             | Так      | Так      | 6         | 4           |
| Узбекистан (UZB)                      | 1             |          | 1             |          | Так      | 3         | 2           |
| В'єтнам (VIE)                         | 1             |          | 1             |          | Так      | 3         | 2           |
| Американські Віргінські Острови (ISV) | 1             |          |               |          |          | 1         | 1           |
| Загалом: 53 НОК                       | 64            | 12       | 64            | 12       | 27       | 179       | 128         |

## Чоловіки
| Дисципліна                                                   | Місце проведення                  | Лучників на НОК                   | Загалом квот                      | НОК, що кваліфікувалися                                               |
| Командні – 12 команд, 36 лучників                            | Командні – 12 команд, 36 лучників | Командні – 12 команд, 36 лучників | Командні – 12 команд, 36 лучників | Командні – 12 команд, 36 лучників                                     |
| ------------------------------------------------------------ | --------------------------------- | --------------------------------- | --------------------------------- | --------------------------------------------------------------------- |
| Країна-господарка                                            | Н/Д                               | 3                                 | 3                                 | Франція (FRA)                                                         |
| Чемпіонат світу зі стрільби з лука 2023                      | Берлін                            | 3                                 | 9                                 | Південна Корея (KOR) Туреччина (TUR) Японія (JPN)                     |
| Чемпіонат Азії зі стрільби з лука 2023                       | Бангкок                           | 3                                 | 3                                 | Казахстан (KAZ)                                                       |
| Панамериканський чемпіонат зі стрільби з лука 2024           | Медельїн                          | 3                                 | 3                                 | Колумбія (COL)                                                        |
| Чемпіонат Європи зі стрільби з лука 2024                     | Ессен                             | 3                                 | 3                                 | Італія (ITA)                                                          |
| Фінальний командний кваліфікаційний турнір                   | Анталія                           | 3                                 | 9                                 | Мексика (MEX) Китайський Тайбей (TPE) Велика Британія (GBR)           |
| Олімпійський командний рейтинг                               | Н/Д                               | 3                                 | 6                                 | Індія (IND) Китай (CHN)                                               |
| Змішані командні – 5 команд, 5 лучників                      |                                   |                                   |                                   |                                                                       |
| Європейські ігри 2023                                        | Краків                            | 1                                 | 1                                 | Іспанія (ESP)                                                         |
| Азійські ігри 2022                                           | Ханчжоу                           | 1                                 | 0                                 | Н/Д                                                                   |
| Панамериканські ігри 2023                                    | Сантьяго                          | 1                                 | 1                                 | США (USA)                                                             |
| Африканський континентальний кваліфікаційний турнір 2023     | Набуль                            | 1                                 | 1                                 | Чад (CHA)                                                             |
| Тихоокеанські ігри 2023                                      | Хоніара                           | 1                                 | 1                                 | Австралія (AUS)                                                       |
| Індивідуальні – 23 лучники                                   |                                   |                                   |                                   |                                                                       |
| Європейські ігри 2023                                        | Краків                            | 1                                 | 2                                 | Німеччина (GER) Молдова (MDA)                                         |
| Чемпіонат світу зі стрільби з лука 2023                      | Берлін                            | 1                                 | 3                                 | Канада (CAN) Бразилія (BRA) Індонезія (INA)                           |
| Азійські ігри 2022                                           | Ханчжоу                           | 1                                 | 1                                 | Монголія (MGL)                                                        |
| Панамериканські ігри 2023                                    | Сантьяго                          | 1                                 | 1                                 | Чилі (CHI)                                                            |
| Азійський континентальний кваліфікаціний турнір 2023         | Бангкок                           | 1                                 | 0                                 | Н/Д                                                                   |
| Африканський континентальний кваліфікаційний турнір 2023     | Набуль                            | 1                                 | 2                                 | Єгипет (EGY) ПАР (RSA)                                                |
| Океанійський континентальний кваліфікаційний турнір 2024     | Окленд (Нова Зеландія)            | 0                                 | 1                                 | Нова Зеландія (NZL) Тонга (TGA)                                       |
| Панамериканський континентальний кваліфікаційний турнір 2024 | Медельїн                          | 1                                 | 2                                 | Американські Віргінські Острови (ISV) Аргентина (ARG)                 |
| Європейський континентальний кваліфікаційний турнір 2024     | Ессен                             | 1                                 | 3                                 | Нідерланди (NED) Словенія (SLO) Україна (UKR)                         |
| Фінальний індивідуальний кваліфікаційний турнір              | Анталія                           | 1                                 | 5                                 | Узбекистан (UZB) Бангладеш (BAN) Куба (CUB) В'єтнам (VIE) Чехія (CZE) |
| Запрошення                                                   | Н/Д                               | 1                                 | 2                                 | Бутан (BHU) Сальвадор (ESA)                                           |
| Перерозподіл (Світовий рейтинг)                              | Н/Д                               | 1                                 | 3                                 | Ізраїль (ISR) Люксембург (LUX) Фінляндія (FIN)                        |
| Загалом                                                      | Загалом                           | Загалом                           | 64                                |                                                                       |

## Жінки
| Дисципліна                                                   | Місце проведення                 | Лучниць на НОК                   | Загалом квот                     | Кваліфікувалися NOC                                                                    |
| Командні – 12 команд, 36 лучниць                             | Командні – 12 команд, 36 лучниць | Командні – 12 команд, 36 лучниць | Командні – 12 команд, 36 лучниць | Командні – 12 команд, 36 лучниць                                                       |
| ------------------------------------------------------------ | -------------------------------- | -------------------------------- | -------------------------------- | -------------------------------------------------------------------------------------- |
| Країна-господарка                                            | Н/Д                              | 3                                | 3                                | Франція (FRA)                                                                          |
| Чемпіонат світу зі стрільби з лука 2023                      | Берлін                           | 3                                | 6                                | Німеччина (GER) Мексика (MEX)                                                          |
| Чемпіонат Азії зі стрільби з лука 2023                       | Бангкок                          | 3                                | 3                                | Південна Корея (KOR)                                                                   |
| Панамериканський чемпіонат зі стрільби з лука 2024           | Медельїн                         | 3                                | 3                                | США (USA)                                                                              |
| Чемпіонат Європи зі стрільби з лука 2024                     | Ессен                            | 3                                | 3                                | Нідерланди (NED)                                                                       |
| Фінальний командний кваліфікаційний турнір                   | Анталія                          | 3                                | 12                               | Китай (CHN) Малайзія (MAS) Велика Британія (GBR) Китайський Тайбей (TPE)               |
| Олімпійський командний рейтинг                               | Н/Д                              | 3                                | 6                                | Індія (IND) Індонезія (INA)                                                            |
| Змішані командні – 5 команд, 5 лучниць                       |                                  |                                  |                                  |                                                                                        |
| Європейські ігри 2023                                        | Краків                           | 1                                | 1                                | Іспанія (ESP)                                                                          |
| Азійські ігри 2022                                           | Ханчжоу                          | 1                                | 0                                | Н/Д                                                                                    |
| Панамериканські ігри 2023                                    | Сантьяго                         | 1                                | 0                                | Н/Д                                                                                    |
| Африканський континентальний кваліфікаційний турнір 2023     | Набуль                           | 1                                | 0                                | Чад (CHA)                                                                              |
| Тихоокеанські ігри 2023                                      | Хоніара                          | 1                                | 1                                | Австралія (AUS)                                                                        |
| Індивідуальні – 23 лучниці                                   |                                  |                                  |                                  |                                                                                        |
| Європейські ігри 2023                                        | Краків                           | 1                                | 1                                | Італія (ITA)                                                                           |
| Чемпіонат світу зі стрільби з лука 2023                      | Берлін                           | 1                                | 2                                | Чехія (CZE) Японія (JPN)                                                               |
| Азійські ігри 2022                                           | Ханчжоу                          | 1                                | 0                                | Н/Д                                                                                    |
| Панамериканські ігри 2023                                    | Сантьяго                         | 1                                | 2                                | Бразилія (BRA) Колумбія (COL)                                                          |
| Азійський континентальний кваліфікаціний турнір 2023         | Бангкок                          | 1                                | 1                                | Узбекистан (UZB)                                                                       |
| Африканський континентальний кваліфікаційний турнір 2023     | Набуль                           | 1                                | 2                                | Єгипет (EGY) Туніс (TUN)                                                               |
| Океанійський континентальний кваліфікаційний турнір 2024     | Окленд (Нова Зеландія)           | 0                                | 1                                | Нова Зеландія (NZL) Фіджі (FIJ)                                                        |
| Панамериканський континентальний кваліфікаційний турнір 2024 | Медельїн                         | 1                                | 2                                | Канада (CAN) Пуерто-Рико (PUR)                                                         |
| Європейський континентальний кваліфікаційний турнір 2024     | Ессен                            | 1                                | 3                                | Австрія (AUT) Естонія (EST) Туреччина (TUR)                                            |
| Фінальний індивідуальний кваліфікаційний турнір              | Анталія                          | 1                                | 6                                | Іран (IRI) Україна (UKR) Молдова (MDA) Словаччина (SVK) Польща (POL) Азербайджан (AZE) |
| Запрошення                                                   | Н/Д                              | 1                                | 2                                | Гвінея (GUI) Сан-Марино (SMR)                                                          |
| Перерозподіл (світовий рейтинг)                              | Н/Д                              | 1                                | 5                                | Румунія (ROU) Ізраїль (ISR) Данія (DEN) Словенія (SLO) В'єтнам (VIE)                   |
| Загалом                                                      | Загалом                          | Загалом                          | 64                               |                                                                                        |

1. ↑  На іграх кваліфікувалися Монголія та Китай, однак згодом Китай кваліфікувався через олімпійський командний рейтинг, отож його місце перерозподілено згідно зі світовим індивідуальним рейтингом.
2. ↑  На іграх кваліфікувалися Мексика та Чилі, однак згодом Мексика кваліфікувалася на Фінальному командному кваліфікаційному турнірі 2024, тож її чоловічу індивідуальну квоту перерозподілено за підсумками Фінального індивідуального кваліфікаційного турніру.
3. ↑  На іграх кваліфікувалися Індія та Китайський Тайбей, однак згодом Китайський Тайбей кваліфікувався на Фінальному командному кваліфікаційному турнірі 2024, тож їхню чоловічу індивідуальну квоту перерозподілено за підсумками Фінального індивідуального кваліфікаційного турніру.
4. ↑  На іграх кваліфікувалися Індія та Китайський Тайбей, однак згодом Індія кваліфікуваласяся через олімпійський командний рейтинг, отож її місце перерозподілено згідно зі світовим індивідуальним рейтингом.
5. 1 2  Відмовився
6. 1 2 3  Не здобув право на участь через невиконання мінімального кваліфікаційного стандарту.
7. ↑  На чемпіонаті світу Франція посіла одне з перших трьох місць, тож на Фінальному командному кваліфікаційному турнірі розіграно додаткову квоту.
8. ↑  Індонезія кваліфікувалася через олімпійський командний рейтинг, тож її жіночу індивідуальну квоту перерозподілено згідно зі світовим індивідуальним рейтингом.
9. ↑  На іграх Кваліфікувалися Велика Британія та Італія, однак згодом Велика Британія кваліфікувалася на Фінальному командному кваліфікаційному турнірі 2024, отож її жіночу індивідуальну квоту перерозподілено за підсумками Фінального індивідуального кваліфікаційного турніру 2024.
10. ↑  На іграх кваліфікувалися Китай та Китайський Тайбей, однак згодом обидві збірні кваліфікувалися на Фінальному командному кваліфікаційному турнірі 2024, отож їхні жіночі індивідуальні квоти перерозподілено за підсумками Фінального індивідуального кваліфікаційного турніру 2024.
11. ↑  На турнірі кваліфікувалися Малайзія та Узбекистан, однак згодом Малайзія кваліфікувалася на Фінальному командному кваліфікаційному турнірі 2024, отож її жіночу індивідуальну квоту перерозподілено за підсумками Фінального індивідуального кваліфікаційного турніру 2024.
12. ↑  На турнірі Індія здобула одну квоту, однак згодом збірна кваліфікувлася через олімпійський командний рейтинг, тож цю квоту перерозподілено згідно зі світовим індивідуальним рейтингом.